# La Perdita Generacio
La Perdita Generacio [la per'dita genera'tsio] är en proggrupp från Härnösand som sjunger på det internationella språket esperanto. Gruppen bildades 2003 som en avknoppning av Den förlorade generationen.
LPG har nått relativt stor spridning i esperantovärlden och har spelat i bland annat Ryssland, Polen, Nederländerna och på Kuba. I Sverige har bandet uppmärksammats av Sveriges Radio liksom av flera lokalradiostationer.   
Tomas Q Nilsson, (sång, gitarr, klarinett) har skrivit de flesta av bandets låtar. Andra bandmedlemmar är bland andra Anna Burenius, (sång, gitarr, piano) Jon Johnson, (kontrabas), Karin Nordström, (kontrabas, slagverk, sång, mm), Karinmalin Ekström, (sång, melodika, mm), Karolina Hagegård, (sång, cello) och Robin Rönnlund, (sång, dragspel, flöjter, mm).
LPG har gett ut skivor på nätverket Gränslösa kulturföreningen, eksenlime (2006) i samarbete med Hernusanda Esperantista Klubo, Härnösands esperantoklubb. Sedan 2007 distribueras skivan också av det franska skivbolaget Vinilkosmo. Bandet medverkar på samlingsskivan En musikaliska skördefest (2007), utgiven av Gränslösa kulturföreningen.

## Diskografi
- Ĉiamen plu (2013)
  1. Domoarigato
  2. Dudek tri
  3. Pluku ne la florojn
  4. La dizertanto
  5. Alia aventuro
  6. Televido
  7. Ubuntu
  8. Ne eblas kalkuli
  9. Plastokanto
  10. Riveretoj ĉe mi
  11. Disfaluntoj
  12. Ĉu vi kontentas?
  13. Rulu trajn’

- Eksplodigos vian domon (2008)[1]
  1. Malantaŭen
  2. Iamio bruliĝas
  3. Ne normalas, nur kutimas
  4. Kapon en la sablo
  5. Amokanto
  6. Lulkanto por piratoj
  7. Fajro kamena

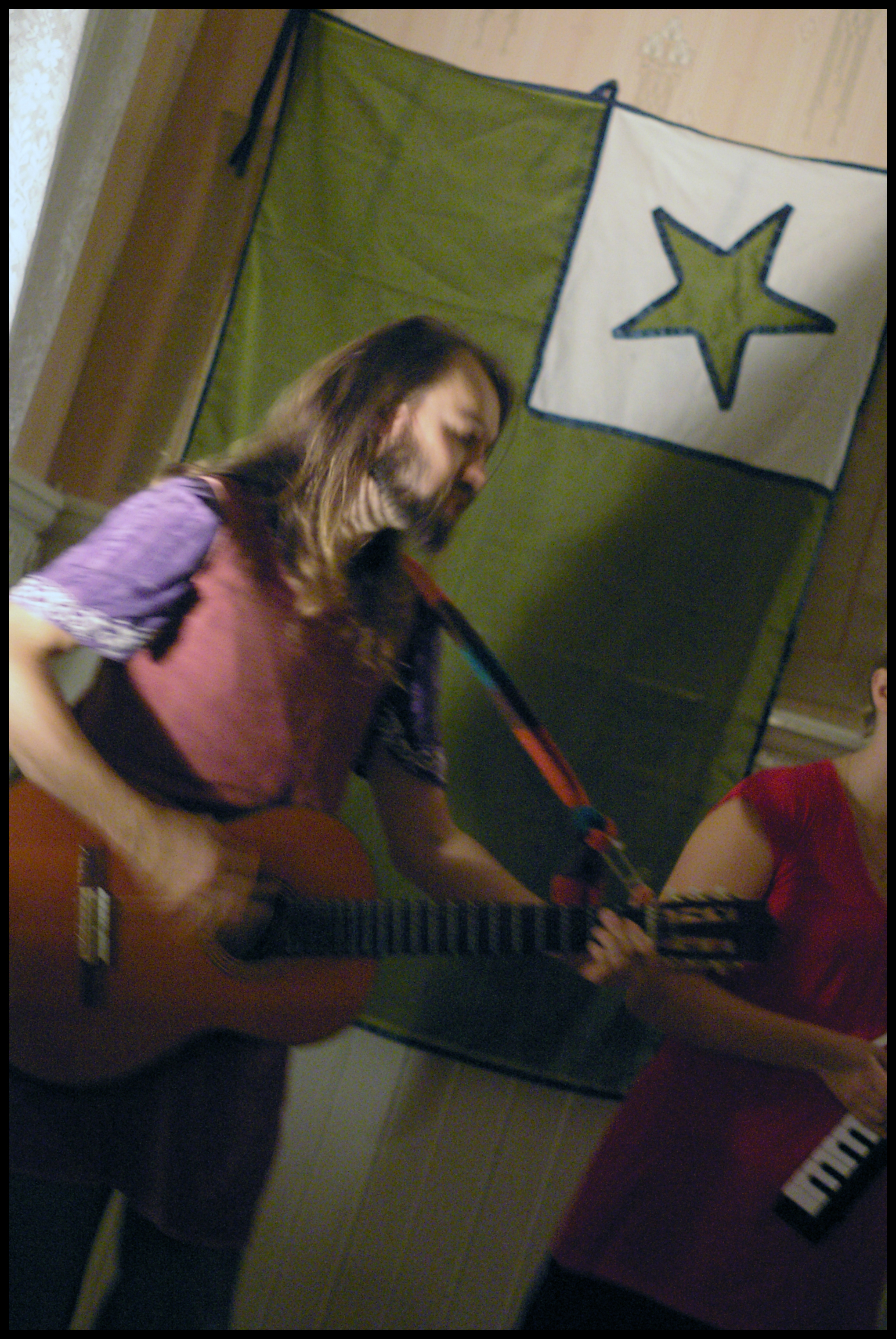
Tomas Frejarö under framträdande med LPD 2007

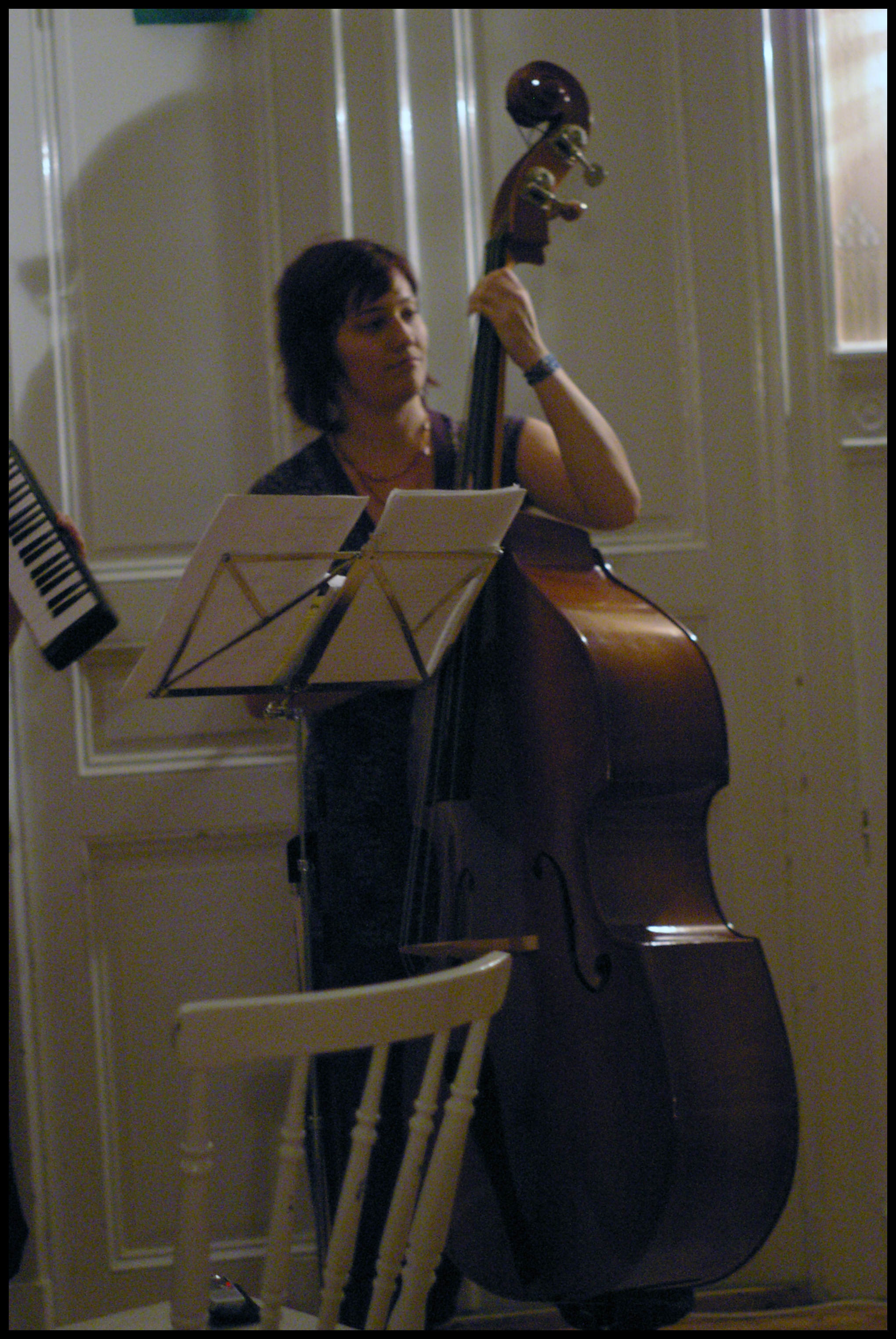
Från framträdande 2007

  8. Asronado sur tegmento dum helreveno
  9. Senpromese, senperfide
  10. Mil naŭcent okdek kvar
  11. Sub fortepiano en Kiev'
  12. Lasta kanto por eta Tingelingo
  13. Ĉu timigas la ombro

- Eksenlime (2006)
  1. Maldormemo Mia
  2. La Matenrampanto
  3. La Kosma Aventuro
  4. Valso kun Komunistino
  5. La Pasinta Generacio
  6. Ĉiuj ni amegas Usonon
  7. Ekde Gernika
  8. Pacon de Dio
  9. Revu Viviganto
  10. Nia Fiera Policisto
  11. Ĉiu momento estas vojaĝo
  12. Societo de Vivantaj Poetoj

- En Rusio (2004)
  1. La Matenrampanto
  2. Ĉiuj ni amegas Usonon!
  3. La sola vojo
  4. Vivas mi
  5. LPG prezentas sin
  6. Nia fiera policisto
  7. Revu viviganto
  8. Ĉiu momento estas vojaĝo